# 玛米
玛米（Mami）是巴比伦《阿特拉哈斯史诗》（Atra-Hasis）及其它创世传说中的一位女神，有可能与宁胡尔萨格同义。她参与了用粘土和血创造人类的过程。宁图传说中称，她用原始粘土捏了十四个泥人放入女神子宫中，七个在左 ，七个在右，中间隔着一块砖头，孕育出最早的七对人类胎儿。她可能成为了贝莱特-伊莉（「众神的女主」）。那时，在恩基的建议下，众神相互残杀，然后用众神的血肉混合粘土，创造出了人类。她也被称为贝莱特-伊莉（Belet-ili）或宁图，其他的名字还有玛玛（Mama）和玛米图（Mammitum）。

## 参阅文献
1. ↑  《世界神话辞典》，“玛美图<阿卡德>”，第388页，辽宁人民出版社，1989年
2. ↑  戴利, 斯蒂芬妮. . 英国: 牛津大学出版社. 2009年: 4. ISBN 0199538360.